# イルカボーイズ
イルカボーイズ（英語: Iruka Boys）は、日本軍の捕虜として三重県南牟婁郡入鹿村（いるかむら。紀和町を経て現・熊野市）の紀州鉱山で労働に従事したイギリス人兵士の通称。入鹿村に送られた捕虜の数は300人いたが、うち16人が落命した。紀州鉱山にやって来る前より泰緬鉄道建設で酷使されていたことから、日本に対して怒りや憎しみを抱いているメンバーが多かったが、鉱山で死亡した仲間が熊野市の住民によって弔われていることを知り、日本への再訪を望んだ。日英両国の民間人による草の根的な資金援助により、1992年（平成4年）10月に47年ぶりに日本を訪れ、旧友の慰霊や地域住民との交流を行った。
イルカボーイズによる日本訪問は、戦争の記憶を忘れないことや、かつての交戦国の国民同士の和解の在り方の一例として扱われている。なお、イルカは地名の読み（入鹿ボーイズ）からきているものであって、哺乳類のイルカとは関係がない。

## 来歴

### 来日、捕虜時代（1944-1945）

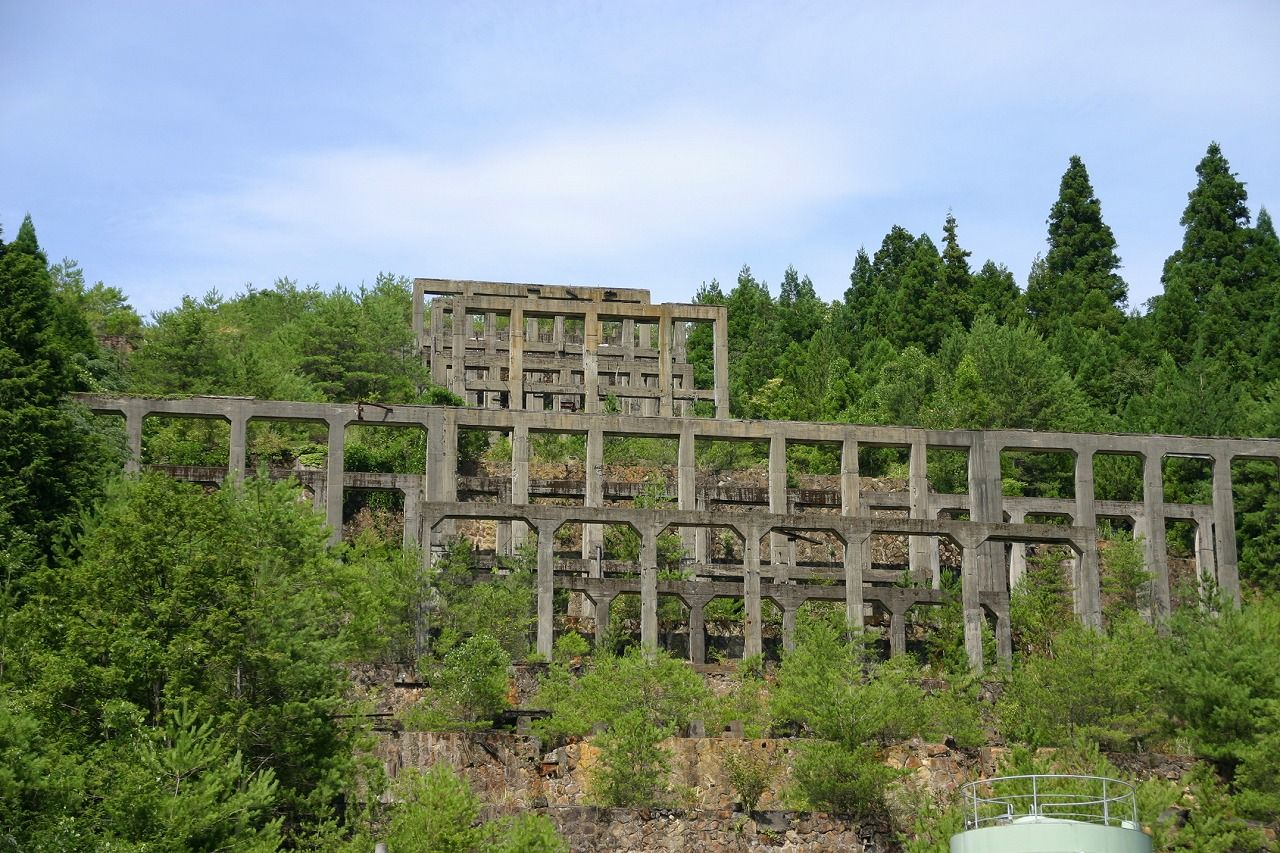
紀州鉱山選鉱場跡

1944年（昭和19年）6月、三重県南牟婁郡入鹿村大字板屋（現・熊野市紀和町板屋）に大阪俘虜収容所第16分所が開設された。当時の入鹿村には石原産業の経営する紀州鉱山があり、ここで捕虜を労働させることが目的であった。紀州鉱山には多くの朝鮮人労働者がおり、俘虜収容所の建物は朝鮮人労働者の寮であった「八紘寮」が転用された。収容所には高い塀が築かれ、歩兵第33連隊（久居）の1個分隊（10人程度）が交代で監視に当たった。
俘虜収容所に送られたのは、シンガポールの戦いで捕虜となったイギリス軍兵士300人であり、入鹿に来る前に泰緬鉄道の建設に動員されていた。捕虜はすでに泰緬鉄道の建設工事で酷使した身であり、ほぼ全員が栄養失調や何らかの病を抱えていた。さらに日本の厳しい冬が彼らの身に襲い掛かった。その結果、終戦までに16人が命を落とした。死者の大半はマラリア、ベリベリ、腸炎といった泰緬鉄道での酷使に由来する病気で死亡しており、その労働の過酷さが窺える。なお鉱山事故で死亡したのは3人であった。死亡時期について見ると、最後の死者が出たのは1945年（昭和20年）2月のことであり、同月にウィルソン医師が就任して以降は1人もいない。ウィルソンは前任の医師の任期中にイギリス人捕虜の死亡率が高かったことを受けて交代し、医療物資の不足する中、プラセボ効果で不眠症患者を眠らせたり、万年筆のキャップの先端に穴を開けて針の代わりにし腹部にたまった水を抜いたりする治療で多くの命を救った。
イギリス軍捕虜は鉱石の採掘や選鉱作業に従事した。労働環境は泰緬鉄道の頃より格段に向上し、食事の量は増え、休憩時間は長くなったと元捕虜は語っている。とは言え、作業場は不衛生かつ薄暗く、鉱石の粉塵が舞い散る中で防塵マスクも与えられず、さらに現場監督が厳しく監視の目を光らせているという環境であった。
しかし入鹿村の村民は、収容所に野菜や菓子を差し入れ、捕虜と交流を図った。村民からの差し入れに感激し、通りかかった葬儀の列に敬礼をするなど、捕虜と入鹿村民との間には温かな交流があった。その一方で、俘虜収容所に投石する子供がいるなど、一部に心無い振る舞いをする人がいたのも事実である。
学徒勤労動員により紀州鉱山で働いた三重県立木本中学校（現・三重県立木本高等学校）の生徒によると、捕虜は毎朝9時半に日本兵の監視誘導の下で持ち場に着き、16時半頃に収容所へ引き揚げる生活を送っていた。これは学徒動員の生徒よりも前後1時間労働時間が短かった。捕虜と日本人が同じ作業場を割り当てられることもあり、片言の英語と日本語でコミュニケーションをとることができた。捕虜からチョコレートをもらった日本人もおり、捕虜が火葬されるたびに手を合わせたという。日本人が見た捕虜の印象は、勤勉で明るかったといい、シンガポールの戦いを経験していたため、山下奉文の名をよく知っていた。

### 帰国、すれ違う日英（1945-1988）
1945年（昭和20年）8月15日、終戦を迎えた俘虜収容所にはイギリス軍兵士の歓喜の声が満ち、ある者は祝杯を上げ、またある者は近くの学校でピアノを奏でた。しかしすぐさま帰国できたわけではなく、元捕虜は3週間ほど入鹿に滞在した。
自由の身となった兵士らは村人との交流も自由となり、学校で子供たちとサッカーに興じたり、収容所でコンサートを開いて村人を楽しませたりした。イギリス人隊長は、戦中の野菜提供のお礼として、入鹿村民に作業服の寄贈を申し出た。帰国直前には「一緒にイギリスへ行って仕事をするか?」と冗談交じりに日本人に声をかける兵士も現れるなど、深い友好関係が築かれていた。9月8日、生き残った捕虜は13台のトラックに分乗して「さようなら」という日本語を繰り返しながら入鹿村を離れ、故国へ戻った。沿道では村人がずらりと並び、口々に別れの言葉を贈った。
一方、死亡した16人は「外人墓地」に葬られた。この墓地は1946年（昭和21年）初頭までに石原産業が建立したもので、当初は遺骨が埋葬されていたが、1948年（昭和23年）頃に連合軍の墓地捜索班が英連邦戦死者墓地（神奈川県横浜市）へ遺骨を移したので、厳密には「墓地」ではなくなった。墓地の管理は当初、個人が行っていたが、1958年（昭和33年）頃に地元の老人クラブの活動となった。
帰国した元捕虜らは、戦友会で時折集まっていたが、死亡した戦友が日本で墓地に葬られ、丁重に弔われていることを知ることなく、日本への怒りと憎しみを抱いたまま生き続けていた。そうした苦悩を家族にすら話さず、1人で抱え込む元捕虜も多かった。一方、紀和町では1965年（昭和40年）2月1日に「外人墓地」を町の文化財（史跡）に指定した。

### 和解の来日（1987-1995）
事態が変わらぬまま時は流れ、1987年（昭和62年）に墓地が移設された。1988年（昭和63年）、紀和町へ帰省した日系イギリス人の恵子ホームズはこの新しくなった墓地の存在と住民による弔いの活動を知って感銘を受け、このことを遺族や元捕虜に伝えたいという思いを抱いてイギリスに帰国した。
しかしホームズは遺族や元捕虜につながる人脈がなく、伝える術はなかった。しかし偶然にも、和歌山県新宮市の宣教師ビード・クリアリーが、東京から訪ねてきた友人のシリル・マーフィー神父を墓地へ連れて行き、これに感動したマーフィーはカトリック系の雑誌『極東』に「小さな英国」（A Little Britain）と題して寄稿した。『極東』の読者に、入鹿で労働に従事した元捕虜のジョー・カミングスがおり、カミングスはマーフィーに手紙を送った。マーフィーはクリアリーにカミングスからの手紙のコピーを送り、コピーは新宮のクリスチャンから紀和町のホームズの母へ届き、ホームズまでたどり着いた。これを契機としてホームズはカミングスと文通をするようになり、他の元兵士とも交流が始まった。
さらにホームズは小冊子『A LITTLE BRITAIN 片隅に咲く小さな英国』を作成し、極東捕虜協会のロンドン戦友会に出席して墓地の存在を伝える活動を開始した。当初、突然日本人が乗り込んできたことに嫌な顔をする出席者もいたが、ホームズの話を聞いているうちに「日本に行けば自分の中で続いている日本との戦争を終わらせることができるのではないか」、「戦友の墓を守ってくれている日本人にお礼を言いたい」と思う人が増えていき、日本訪問を望むようになっていった。冷え固まった心を溶かしたのは、ホームズによる熱心な活動に加え、捕虜時代に村人と交流した温かな記憶があった。そして来日を前に、元捕虜らは「イルカボーイズ」と自称するようになった。
イルカボーイズの訪日希望を受けて、ホームズはイギリスのライオンズクラブに協力を要請し、援助を取り付けた。インペリアル・カレッジ・ロンドンに留学中であった三重大学医学部教員の松岡裕之はこのことを知って、高齢のイルカボーイズに医師兼通訳として同行することを自ら申し出た。日本側では旧制木本中学校の卒業生らが、イルカボーイズの来日資金のカンパを募って支援した。木本中の卒業生は学徒動員の際にイルカボーイズと交流していたことから、彼らの滞在費を用意してもてなそうと墓参実行委員会を立ち上げたのであった。委員会の目標は125万円であったが、日本中にイルカボーイズのことが知れ渡った結果、約1000万円をあつめることができた。
1992年（平成4年）10月8日、イルカボーイズ一行26人（家族を含む）は大雨の中、47年ぶりに入鹿の地に降り立った。来日したばかりのイルカボーイズは、心身の深い傷を抱えたままどこか頑（かたく）なな姿勢を崩しておらず、入鹿へ向かう列車の中で「決して忘れることはできないけれど、許すことはできる」と通訳に語っていた。しかし熊野市駅から入鹿に至る道中で日本人から歓迎を受け、表情が和らいでいった。一行は湯ノ口温泉の瀞流荘に宿泊し、捕虜だった頃にイルカボーイズの通訳を務めた日本人男性と再会し、旧交を温める場面があった。翌10月9日は快晴の空の下、慰霊祭が開かれ、イルカボーイズのほか、実行委員、紀和町民、紀和町役場関係者、墓を維持してきた老人クラブの面々、駐日英国大使館付きの武官、大勢の報道陣が参列し、総勢約300人となった。慰霊祭は日本語と英語を交互に用いながら、しめやかに営まれた。イルカボーイズは70歳前後のおじいさんになっていたが、元気かつ陽気に振る舞い、昔覚えたテンコ（点呼）、サギョウ（作業）、コラ、チョットマテなどの日本語を冗談めかして使い、笑い合っていた。慰霊祭翌日の10月10日（体育の日）には入鹿中学校で開かれた町民運動会に出場し、「幼児・イルカボーイズ連合チーム」として紀和町の「お年寄りチーム」と玉入れで対決し、59対31でイルカボーイズらが勝利した。同日、入鹿を出発し、鳥羽や京都を観光して10月15日にイギリスへ帰国した。
イルカボーイズの慰霊祭からちょうど1年後の1993年（平成5年）10月9日、再び慰霊祭が行われた。この慰霊祭にはイルカボーイズの一員ながら日本再訪前に逝去した人物の息子が参列した。慰霊祭では墓地の一角に建てた「イルカボーイズ墓参記念碑」の除幕式も併せて行われ、これをもって「イルカボーイズ来日墓参委員会ジャパン」は解散した。宗教観や戦争に対する認識の相違もあり、慰霊祭もこれにて終了となる予定であったが、三重県立紀南高等学校の同窓会長とPTA会長を兼務していた戸地功が同校の異文化教育や地域振興に生かそうと紀南国際交流会を立ち上げて継承した。
1994年（平成6年）に開かれた極東捕虜協会全国大会（ブラックプール）では、ほとんどの元捕虜がイルカボーイズの日本訪問を知っており、反日運動の急先鋒に立っていた人物さえ感情の変化が現れていた。イルカボーイズは1995年（平成7年）11月にも21人（家族含む）が来日し、慰霊や地域住民との交流を行った。イルカボーイズの1人は、「入鹿では嫌な思い出は1つもない」と話した。
こうした一連の流れによるイルカボーイズと入鹿の住民との「和解」（reconciliation）が成立した理由として、ミドルトンとブラウンは、慰霊の場が「発見」されメディアで取り上げられたという物語に加えて、入鹿の住民が墓を移動して新しく建て直し、亡くなった兵士を忘れないでいたことがあると指摘した。

### 帰国後の日英（1995-）
イルカボーイズの2度の来日以降も、紀和町の住民とイルカボーイズとの交流は継続している。恵子ホームズはイルカボーイズの訪日墓参を契機に、遺族やイルカボーイズと日本やタイなどを巡る活動を開始し、それに「アガペ」と名付けた。アガペの活動はイルカボーイズらの「心の癒しと和解」をもたらし、日英交流に貢献したとして1998年（平成10年）にエリザベス女王から「大英第四級勲功章」（OBE）を授与された。授与の際、女王は「苦労を掛けたわね。ありがとう」と声をかけた。1999年（平成11年）には日本からも外務大臣賞を授与された。アガペはその後、オランダ、オーストラリア、ニュージーランドなど太平洋戦争に関わった各国へ活動地域を拡大し、平和活動を継続している。慰霊祭を継続開催してきた紀南国際交流会の戸地功理事長も、2013年（平成25年）に大英帝国勲章第五位（MBE）を受章した。紀南国際交流会では慰霊祭のほか、紀南高校の生徒をオーストラリアに派遣し、日本人捕虜の墓や現地の高校を訪問させるなどの活動も行っている。
イルカボーイズの一員として入鹿を訪れたジミー・ウォーカー（1917-2005）は、入鹿の住民が記念碑（墓地）を建て維持することで、かつての同志を弔っているという事実に感銘を受け、捕虜時代の経験を綴った自伝"Of Rice And Men" を出版した。この本は松岡典子の翻訳により『戦争捕虜291号の回想 タイメン鉄道から南紀イルカへ』の題で三重大学出版会から日本語訳が出版されている。慰霊祭にはイルカボーイズ以外の日本軍の捕虜となっていた元兵士も含めて、毎年イギリスからの参列者があり、2003年（平成15年）までに300人以上が訪れた。

## 英国人墓地

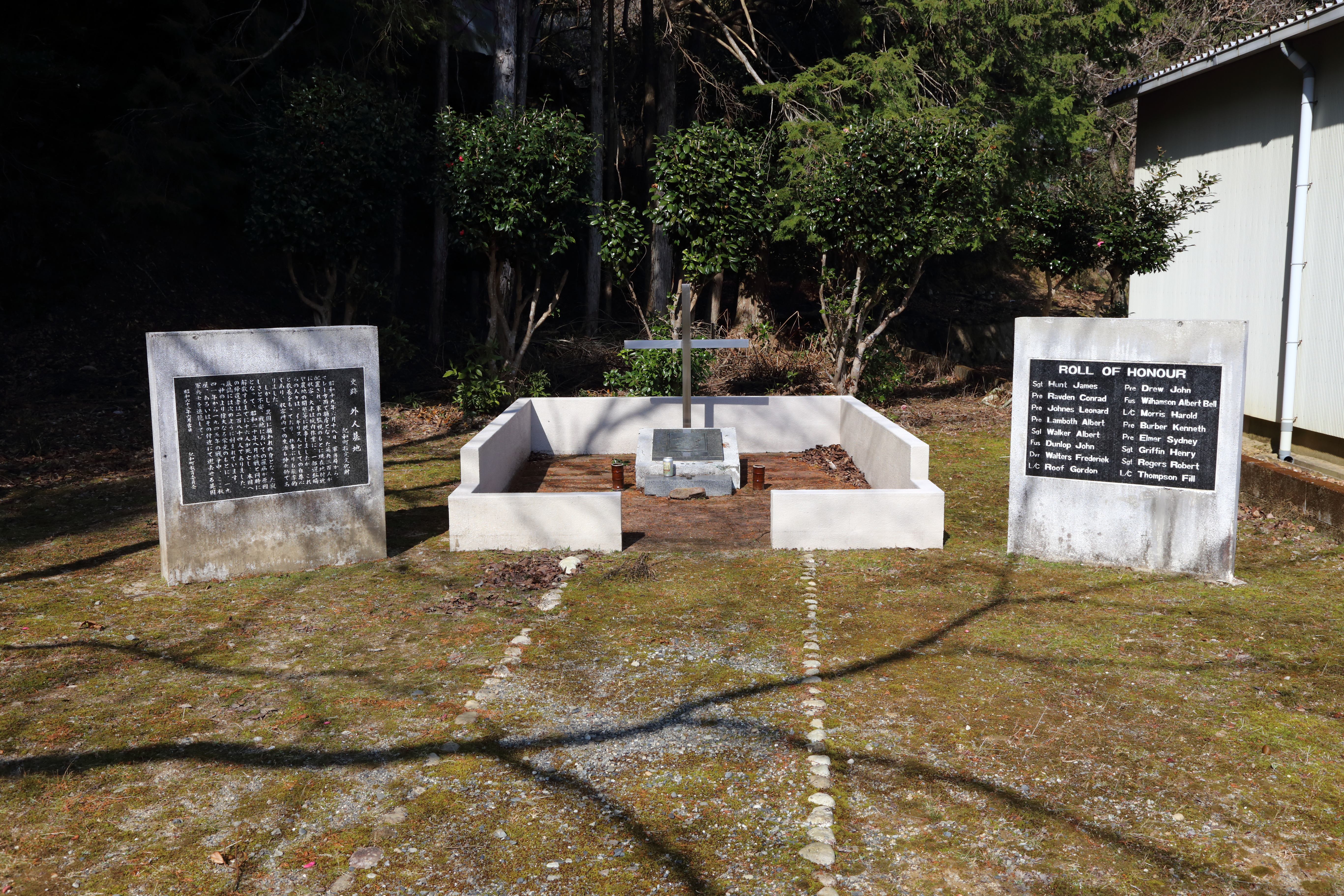
英国人墓地　2021年

英国人墓地は、1946年（昭和21年）初頭までに石原産業が建立したもので、設立当時の墓地は1987年（昭和62年）以降の墓地よりも少し南にあった。俘虜収容所があった頃の戦争遺跡は現存しておらず、関連する数少ない史跡である。一般に、紀州鉱山に連行されたイギリス人捕虜のうち、終戦までに死亡した16人が眠ると説明されているが、16人の遺骨は1948年（昭和23年）頃に横浜市の英連邦戦死者墓地へ移されたので、厳密には墓地ではない。墓の横にある碑には「英国人としての誇りと教養をもち、生活ぶりは紳士的であった」と亡くなった兵士を讃える言葉が刻まれている。英国人墓地という名称は2005年（平成17年）以降の熊野市の文化財（史跡）としての名称であり、旧文化財名の「外人墓地」も使用されている。恵子ホームズ率いるアガペの関係者の間では、LITTLE BRITAINの名が使われている。
墓地にはイギリスの国旗を掲げ、老人クラブでは定期的に花を供え、草を取り、掃除をして墓地を維持している。また毎年、慰霊祭を開いており、熊野市は「供養経費」として1万円を支出している。
墓地から国道311号を東へ500 mほど進むと、熊野市紀和鉱山資料館がある。ここでは鉱山の歴史に関する展示があり、イギリス人捕虜に関してパネルやビデオを用いて展示している。

### 墓地の歴史
入鹿で亡くなった兵士の最初の墓は、生き残った兵士たちが1945年（昭和20年）にイギリスに帰国するまでの間に築いたもので、木製の十字架と被葬者の名を刻んだ銘板だけの小さな墓だった。石原産業による墓地の建立は、純粋な慰霊目的ではなく、社長の石原広一郎がA級戦犯の容疑で逮捕されたことを受け、捕虜の取り扱いの犯罪性を緩和するために急造したという説がある。初期には個人が管理していたが、1958年（昭和33年）頃より地元の老人クラブが活動の一環として管理するようになった。1965年（昭和40年）に紀和町指定史跡となるが、その理由は資料が残っておらず、不明である。
1987年（昭和62年）には、元の墓地が採石場に近く汚れやすいことなどを理由に、石原産業が用意した土地へ移設された。この時、紀和町民はお金を出し合い、クリスチャンがほとんどいない土地柄ながら、死亡したイギリス人に畏敬の念を示し、キリスト教式の墓を立てた。新しい墓地は中央に銅製の十字架を建て、その両側に石製の記念碑を配したものとなった。また墓地と土地が石原産業から紀和町へ寄贈された。
2005年（平成17年）に熊野市文化財専門委員会は、史跡の名称「外人墓地」が差別用語にあたり好ましくないとの判断から、「英国人墓地」に変更した。2014年（平成26年）6月には、墓地の周囲をレンガで舗装し、ブロック塀を白く塗り直す工事が行われた。